# Staustufe Frouard-Pompey
Die Staustufe Frouard-Pompey an der Mosel zwischen den Gemeinden Frouard und Pompey im Département Meurthe-et-Moselle in der Region Grand Est, Frankreich wurde 1972 fertiggestellt und liegt zwischen den Staustufen Aingeray und Custines am Mosel-km 347,77.
Die Stauhaltung hat eine Länge von 8,23 km, das Stauziel liegt bei 190,2 m über dem Meer und die Fallhöhe beträgt 2,7 m. Die Schiffsschleuse hat die Maße 185 mal 12 Meter.
Das nahegelegene Moselkraftwerk Pompey hat eine Leistung von 1,9 Megawatt. Es liegt etwa am Mosel-km 345 kurz vor der Mündung der Meurthe in die Mosel.